# 公的支援
公的支援（こうてきしえん）とは政治学用語の一つ。国や地方自治体などといった公的機関が、民間企業や個人に対して支援をするということ。ここでいわれている支援というのは財源を投入することによる経済的支援が多くの場合であるが、雇用や経営や育児や介護などといった事柄に対して助言を行ったり人的支援を行うということも公的支援に含まれる。また社会や経済に異変が生じるなどといったことで、企業や個人が運営を行うことが困難になった場合には、政府がその時期のみに公的支援を必要となった者に対して臨時で行うという政策を実施している場合がある。たとえばリーマン・ショックや東日本大震災などといった異変では多くの企業や個人が打撃を蒙ることとなり、そのことから運営が困難になった人々に対して多くの公的支援が実施された。